# Volby do Zastupitelstva Jihomoravského kraje 2024
Volby do Zastupitelstva Jihomoravského kraje v roce 2024 se konaly v pátek 20. září a v sobotu 21. září 2024 jako součást celostátních krajských voleb v roce 2024.

## Pozadí
Ve volbách v roce 2020 zvítězilo hnutí ANO 2011 s 19,76 % hlasů. Do zastupitelstva se dostalo dalších sedm subjektů. V říjnu 2020 podepsali koaliční smlouvu zástupci KDU-ČSL, Pirátů, koalice „ODS s podporou Svobodných a hnutí SOM“ a koalice „Starostové pro jižní Moravu“ (tj. hnutí STAN a SOL). Novým hejtmanem se stal Jan Grolich z KDU-ČSL.
| Subjekt      | Subjekt      | % (2020)     | Mandáty      |
| Koalice (37) | Koalice (37) | Koalice (37) | Koalice (37) |
| ------------ | ------------ | ------------ | ------------ |
|              | KDU-ČSL      | 15,54        | 11/65        |
|              | Piráti       | 13,80        | 10/65        |
|              | ODS          | 12,77        | 9/65         |
|              | STAN         | 10,40        | 6/65         |
|              | SOL          | 10,40        | 1/65         |
| Opozice (28) |              |              |              |
|              | ANO          | 19,76        | 15/65        |
|              | TOP 09       | 6,62         | 4/65         |
|              | Zelení       | 6,62         | 1/65         |
|              | SPD          | 6,25         | 4/65         |
|              | SOCDEM       | 5,67         | 4/65         |

## Kandidující subjekty
| Číslo | Subjekt | Subjekt                                                     | Typ              | Fotografie | Lídr                     | Poznámky                                                            |
| ----- | ------- | ----------------------------------------------------------- | ---------------- | ---------- | ------------------------ | ------------------------------------------------------------------- |
| 10    |         | SPD, Trikolora, PRO a Svobodní                              | koalice          |            | Zdeněk Koudelka          | vysokoškolský pedagog                                               |
| 13    |         | ZA MORAVU!                                                  | koalice          |            | Pavel Trčala             | horolezec, ekonom, geograf, předseda MZH                            |
| 15    |         | DSZ – ZA PRÁVA ZVÍŘAT                                       | politická strana |            | Lenka Němcová            | dispečer mezinárodní kamionové dopravy, ochránce zvířat             |
| 16    |         | PŘÍSAHA občanské hnutí                                      | politické hnutí  |            | Petr Vokřál              | emeritní primátor Brna, podnikatel                                  |
| 20    |         | STAROSTOVÉ PRO JIŽNÍ MORAVU                                 | koalice          |            | František Lukl           | starosta města Kyjov, předseda Svazu měst a obcí, náměstek hejtmana |
| 21    |         | Česká pirátská strana                                       | politická strana |            | Jana Holomčík Leitnerová | radní Jihomoravského kraje pro sociální a rodinnou politiku         |
| 29    |         | Koruna Česká (monarchistická strana Čech, Moravy a Slezska) | politická strana |            | Jiří Sýkora              | vedoucí údržby a správy majetku                                     |
| 33    |         | LEPŠÍ ŽIVOT PRO LIDI a ND                                   | politická strana |            | Lubomír Bouše            | stavební manažer                                                    |
| 38    |         | NESTRANÍCI PRO JIŽNÍ MORAVU                                 | koalice          |            | Petr Kovač               | ředitel Gymnázia Matyáše Lercha                                     |
| 39    |         | ANO 2011                                                    | politické hnutí  |            | Ivana Solařová           | starostka města Znojmo, ekonomka                                    |
| 53    |         | Hlas Moravy                                                 | koalice          |            | Jan Vitula               | starosta města Židlochovice                                         |
| 57    |         | STAČILO! v Jihomoravském kraji                              | koalice          |            | Petra Rédová Fajmonová   | vedoucí sestra specialistka                                         |
| 70    |         | Sociální demokracie                                         | politická strana |            | Břetislav Štefan         | starosta MČ Brno-Líšeň                                              |
| 86    |         | Nový směr                                                   | politická strana |            | Zbyněk Hromek            | právník                                                             |
| 90    |         | SPOLU – ODS, KDU-ČSL, TOP 09                                | koalice          |            | Jan Grolich              | hejtman Jihomoravského kraje                                        |

## Celkové výsledky
|                        |                                                             |                                                             |                                                             |         |       |       |         |         |
| Strana                 | Strana                                                      | Strana                                                      | Strana                                                      | Hlasy   | Hlasy | Hlasy | Mandáty | Mandáty |
| Strana                 | Strana                                                      | Strana                                                      | Strana                                                      | Abs.    | %     | ±     | Abs.    | ±       |
|                        | SPOLU                                                       |                                                             | KDU-ČSL                                                     | 131 058 | 39,9  | +11,6 | 15      | +4      |
|                        | SPOLU                                                       | Občanská demokratická strana                                | 12                                                          | 131 058 | 39,9  | +11,6 | +3      |         |
|                        | SPOLU                                                       | TOP 09                                                      | 4                                                           | 131 058 | 39,9  | +11,6 | ±0      |         |
| Celkem                 | Celkem                                                      | 31                                                          | +7                                                          | 131 058 | 39,9  | +11,6 |         |         |
|                        | ANO 2011                                                    | ANO 2011                                                    | ANO 2011                                                    | 94 541  | 28,8  | +9,0  | 22      | +7      |
|                        | Stačilo!                                                    |                                                             | Komunistická strana Čech a Moravy                           | 19 816  | 6,0   | +1,6  | 2       | +2      |
|                        | Stačilo!                                                    | Spojení demokraté – Sdružení nezávislých                    | 1                                                           | 19 816  | 6,0   | +1,6  | +1      |         |
|                        | Stačilo!                                                    | ČSSD – Česká suverenita sociální demokracie                 | 1                                                           | 19 816  | 6,0   | +1,6  | +1      |         |
| Celkem                 | Celkem                                                      | 4                                                           | +4                                                          | 19 816  | 6,0   | +1,6  |         |         |
|                        | SPD, Trikolora, PRO a Svobodní                              |                                                             | Svoboda a přímá demokracie                                  | 18 834  | 5,7   | –3,2  | 2       | –2      |
|                        | SPD, Trikolora, PRO a Svobodní                              | Trikolora                                                   | 1                                                           | 18 834  | 5,7   | –3,2  | +1      |         |
|                        | SPD, Trikolora, PRO a Svobodní                              | Právo Respekt Odbornost                                     | 1                                                           | 18 834  | 5,7   | –3,2  | +1      |         |
| Celkem                 | Celkem                                                      | 4                                                           | ±0                                                          | 18 834  | 5,7   | –3,2  |         |         |
|                        | Starostové pro jižní Moravu                                 |                                                             | STAROSTOVÉ A NEZÁVISLÍ                                      | 18 680  | 5,7   | –4,7  | 3       | –3      |
|                        | Starostové pro jižní Moravu                                 | Hnutí SOL                                                   | 1                                                           | 18 680  | 5,7   | –4,7  | ±0      |         |
| Celkem                 | Celkem                                                      | 4                                                           | –3                                                          | 18 680  | 5,7   | –4,7  |         |         |
|                        | PŘÍSAHA občanské hnutí                                      | PŘÍSAHA občanské hnutí                                      | PŘÍSAHA občanské hnutí                                      | 12 699  | 3,9   |       | 0       |         |
|                        | Česká pirátská strana                                       | Česká pirátská strana                                       | Česká pirátská strana                                       | 10 666  | 3,2   | –10,6 | 0       | –10     |
|                        | Sociální demokracie                                         | Sociální demokracie                                         | Sociální demokracie                                         | 6 053   | 1,8   | –3,8  | 0       | –4      |
|                        | Hlas Moravy                                                 | Hlas Moravy                                                 | Hlas Moravy                                                 | 6 050   | 1,8   | –4,8  | 0       | –1      |
|                        | NESTRANÍCI PRO JIŽNÍ MORAVU                                 | NESTRANÍCI PRO JIŽNÍ MORAVU                                 | NESTRANÍCI PRO JIŽNÍ MORAVU                                 | 4 990   | 1,5   |       | 0       |         |
|                        | ZA MORAVU!                                                  | ZA MORAVU!                                                  | ZA MORAVU!                                                  | 2 861   | 0,9   | +0,2  | 0       | ±0      |
|                        | DSZ - ZA PRÁVA ZVÍŘAT                                       | DSZ - ZA PRÁVA ZVÍŘAT                                       | DSZ - ZA PRÁVA ZVÍŘAT                                       | 796     | 0,2   | –0,4  | 0       | ±0      |
|                        | LEPŠÍ ŽIVOT PRO LIDI a ND                                   | LEPŠÍ ŽIVOT PRO LIDI a ND                                   | LEPŠÍ ŽIVOT PRO LIDI a ND                                   | 733     | 0,2   |       | 0       |         |
|                        | Koruna Česká (monarchistická strana Čech, Moravy a Slezska) | Koruna Česká (monarchistická strana Čech, Moravy a Slezska) | Koruna Česká (monarchistická strana Čech, Moravy a Slezska) | 368     | 0,1   |       | 0       |         |
|                        | Nový směr                                                   | Nový směr                                                   | Nový směr                                                   | 207     | 0,1   |       | 0       |         |
| Celkem                 | Celkem                                                      | Celkem                                                      | Celkem                                                      | 328 352 | 100   | –     | 65      | –       |
| Odevzdané obálky       | Odevzdané obálky                                            | Odevzdané obálky                                            | Odevzdané obálky                                            | 330 737 | 100   | –     | –       | –       |
| Voliči v seznamu/účast | Voliči v seznamu/účast                                      | Voliči v seznamu/účast                                      | Voliči v seznamu/účast                                      | 943 591 | 35,1  | –     | –       | –       |
| Zdroj: Volby.cz        |                                                             |                                                             |                                                             |         |       |       |         |         |